# سنجاباوات
سنجاباوات (الاسم العلمي: Sciurinae) هي أسرة من الطيور تتبع فصيلة السنجابية من رتبة القوارض.

## قبائل
- مرموطاوية (الاسم العلمي: Marmotini)
- (الاسم العلمي: Sciurini)
- (الاسم العلمي: Xerini)
- (الاسم العلمي: Tamiini)
- (الاسم العلمي: Ratufini)
- (الاسم العلمي: Nannosciurini)
- (الاسم العلمي: Protoxerini)
- (الاسم العلمي: Funambulini)
- (الاسم العلمي: Tamiasciurini)

## أجناس
هناك جنس وحيد يتبع مباشرة 	لأسرة السنجاباوات:
- سنجاب الصخر (الاسم العلمي: Sciurotamias)